# Moussoro Kabirou
Moussoro Kabirou, né le 1er septembre 1983  à Douala, est un footballeur international béninois.

## Biographie

### Carrière internationale
Au cours de sa carrière, Kabirou a représenté l'équipe nationale du Bénin, remportant neuf sélections entre 2003 et 2004. Il faisait partie de l'équipe nationale du Bénin pour la Coupe d'Afrique des Nations 2004. Malheureusement, l'équipe a terminé dernière de son groupe au premier tour de la compétition, sans se qualifier pour les quarts de finale,.

### Carrière en club
Kabirou a passé quatre saisons à jouer pour le Pau FC dans le Championnat de France de football de National. Au cours de cette période, il a joué comme attaquant et a marqué quatre buts.